# ملعب مارك أنتونيو بينتجودي
ملعب مارك أنتونيو بينتجودي ملعب كرة قدم يقع في مدينة فيرونا الإيطالية. يعتبر الملعب الرئيسي لمباريات نادي هيلاس فيرونا و نادي كييفو فيرونا. تم افتتاحه في 1963، ويتسع لحضور 38,402 متفرج.